# Nagy Kázmér
Nagy Kázmér (Szombathely, 1920. május 31. – Budapest, 1985. augusztus 24.) író, újságíró.

## Élete
1922-28 között Barcson, utána Budapesten élt. Apja pénzügyőr volt.1939-ben a székesfehérvári hittudományi főiskolán tanul, majd a jezsuitákhoz vonul, és beiratkozik a Műegyetem mezőgazdasági karára.
A II. világháború idején a Nemzeti Újság és az 1942-től Új Nemzedék újságírója. 1943-44 között haditudósító a VKF6 osztályban, ahol Tábori Hírek címmel lapot szerkeszt. A Szálasi kormányra nem tett esküt. 1942-től részt vett az ellenállási mozgalomban, 1943-tól 1945-ig a Kisgazdapárt tagjaként.
1944-ben megházasodott.
1945 február 4-én a Duna jegén ment át Budára, ahol részt vett a Budai Nemzeti Bizottság megalapításában, annak első főtitkára, majd Budapest polgármesterének személyi titkára, 1945. június 15-től a Miniszterelnökség sajtóosztályán miniszteri segédtitkár. Állása 1945-ben megszűnt, 1946. júliusától 1948-as megszűntéig a Közgazdaság c. "pártközi" hetilap segédszerkesztője.
A Műegyetem mezőgazdasági karán doktorált agrárpolitikából 1948-ban.
1948 novemberében családjával emigrált Ausztriába.
1949-50 között Salzburgban szerkesztette a Sorsunk és az Új Nemzedék c. lapokat. Harmadik gyermeke 1949-ben Salzburgban született.
1950 november-decemberben Ausztráliába, Sydney-be ment hajón, ahol az első időkben gyári munkásként dolgozott többek között a Nestlé cégnél.
1951 után a Dél Keresztje (Sydney) munkatársa, majd szerkesztője, 1957 és 1967 között a Független Magyarország (Melbourne) kiadója-szerkesztője . A lap iránt csak 1956-ban nő meg az érdeklődés, ekkortól a lap nyereséges.
1957-ben megkapta az ausztrál állampolgárságot. Melbourne-ben, ahol két évig a Monash Egyetemen politikai bölcseletet és szociológiát hallgat. 1958-ban kiadta a Magyar Sportot. 1963-tól lapja hanyatlani kezdett. A Független Magyarország utóda az 1963 októbere és 1964 áprilisa között kiadott, ugyancsak Nagy Kázmér által szerkesztett képes Tükör c. magazin, valamint az 1968 januárja és decembere között Melbourne-ben megjelent FM Press volt.
1963-ban elvált, 1965-ben portásként, pincérként, raktárosként és takakítóként dolgozott.
1967 végén Angliába költözött, 1968 május 1. és 1980 között a BBC Magyar Osztályának munkatársa, ahol az irodalmi, egyházi és kulturális élet jeles személyiségeivel készít interjúkat. Ez időben cikkei jelentek meg az Irodalmi Újságban, a Rómában megjelenő Katolikus Szemlében, az Új Látóhatárban.
1972-ben látogatott először vissza Magyarországra, amikortól ismét publikált hazai lapokban is. 1974-ben autóbalesetben meghalt legkisebb lánya.
1974-ben Kádár János levelezést kezdeményezett vele, és Nagy hazatelepülése után alig egy hónappal magánbeszélgetésre is fogadta.
1981-ben tért vissza végleg Magyarországra.
1982-től a Magyar Nemzet munkatársa. Publicisztikái a Magyar Nemzetben, az Élet és Irodalomban, a Társadalmi Szemlében, a Kritikában, a Vigíliában  és a Jel-Képben jelentek meg.

## Könyvei
- Nagy Kázmér: Menekülés. Budapest, 1943
- Nagy Kázmér: Tervgazdaság a mezőgazdaságban. Anonymus, Budapest, 1948.
- Nagy Kázmér: Hungaria képesalbum. Sydney 1951.
- Nagy, Kázmér: Australia and the Hungarian Question in the United Nations. FM Press, Canberra, 1966.
- Nagy Kázmér: Skócia pannóniai királynéja. München 1971.
- Nagy, Kázmér: Saint Margaret of Scotland and Hungary. Glasgow 1973.
- Nagy Kázmér: Elveszett alkotmány. Vázlat az 1944 és 1964 közötti magyar politikai emigráció kialakulásáról. Aurora Könyvek, München, 1974.
- Nagy Kázmér: Az én Ausztráliám. Gondolat, Budapest, 1976. Világjáró 104. ISBN 9632803795
- Nagy Kázmér: Elveszett alkotmány. A magyar politikai emigráció 1945-1975 között. Szerző kiadása. London, 1982.
- Nagy Kázmér: Változó Anglia. Gondolat, Budapest, 1982. ISBN 9632811828
- Nagy Kázmér: Elveszett alkotmány. A magyar politikai emigráció 1945-1975. Gondolat, Budapest 1984. ISBN 9632813383

## Érdekesség
Magyarországon megjelent egyik kötete fülszövege életrajzát hibásan közli (1949-1982 között Ausztráliában élt).

## Vele készült interjúk
- Interjú, Kettőtől Ötig., Magyar Rádió, 1982. április 12.
- Újra itthon Interjú, riporter Pintér István, Népszabadság, 1982. dec. 24.
- Mezei András: Megkérdeztük…. Interjú, Élet és Irodalom, 1982. 19. sz.

## Külső források
- Dél Keresztje-Független Magyarország az Arcanum adatbázisban